# 홍인순
홍인순(洪仁順, 1974년 5월 16일~)은 대한민국의 여배우이며, 일본 태생의 재일 한국인이다.